# Enekoion
Enekoion est une île de l'atoll d'Ebon, dans les Îles Marshall. Elle est située au nord-ouest de l'atoll et est habitée.